# Asarum tawushanianum
Asarum tawushanianum är en piprankeväxtart som beskrevs av C.T.Lu & J.C.Wang. Asarum tawushanianum ingår i släktet hasselörter, och familjen piprankeväxter. Inga underarter finns listade i Catalogue of Life.